# 建部政長
建部政長（日语：／ Takebe Masanaga，1603年—1672年5月15日）日本江戶時代初期大名。攝津尼崎藩藩主，後來成為播磨林田藩初代藩主。
慶長15年（1610年），豐臣政權下尼崎郡郡代7百石的父親死去而繼任家督。在慶長19年（1614年）開始的大坂之陣中在池田利隆、忠繼兄弟的指揮下立下戰功。元和元年（1615年）7月21日，與伯父池田重利一同被賜予攝津川邊郡・西成郡尼崎藩1萬石而晉身成為大名。元和3年（1617年）9月11日，因為宗主姬路藩藩主池田氏轉封而被移封至播磨林田。
在元和4年（1618年）協助明石城普請。在元和5年（1619年）接收福島正則改易的城池。在寬永17年（1640年）負責接收池田輝澄改易的城池。政績有林田川的治水工事和民政等。在寬文元年（1661年）12月28日敘任丹波守。
在寬文7年（1667年）8月28日把家督讓予三男政明並隱居。在寬文12年（1672年）4月18日死去。享年70歳。墓所在京都市北區紫野大德寺的芳春院。